# الاین تکنالوجی
اِلاین تکنالوجی (به انگلیسی: Align Technology) یک شرکت آمریکایی در زمینه ساخت اسکنرهای سه‌بعدی و لوازم ارتودنسی است.